# Cantó de Tinh de l'Ermitatge
El cantó de Tinh de l'Ermitatge és un cantó francès del departament de la Droma, situat al districte de Valença. Té 14 municipis i el cap és Tinh de l'Ermitatge.

## Municipis
- Beaumont-Monteux
- Chanos-Curson
- Chantemerle-les-Blés
- Crozes-Hermitage
- Érôme
- Gervans
- Granges-les-Beaumont
- Larnage
- La Roche-de-Glun
- Mercurol
- Pont-de-l'Isère
- Serves-sur-Rhône
- Tinh de l'Ermitatge
- Veaunes

| Data d'elecció                           | Identitat        | Partit                                  | Qualitat |
| ---------------------------------------- | ---------------- | --------------------------------------- | -------- |
| 1967-1994                                | Maurice Alloncle | Divers droite                           |          |
| 1949-1992                                | Henri Durand     | PS                                      |          |
| 1992-                                    | Gilbert Bouchet  | UDF, després UMP, després Divers droite |          |
| les dades anteriors no són pas conegudes |                  |                                         |          |